# Bayerischer Rundfunk
Bayerischer Rundfunk (magyarul: Bajor Rádió és Televízió) Bajorország Regionális közszolgálati médiuma, amely magában foglalja a rádió és televíziós műsorok sugárzását is, emellett regionális műsorok gyártásával is foglalkozik, amelyeket a Das Erste országos vételében adásba küldenek.

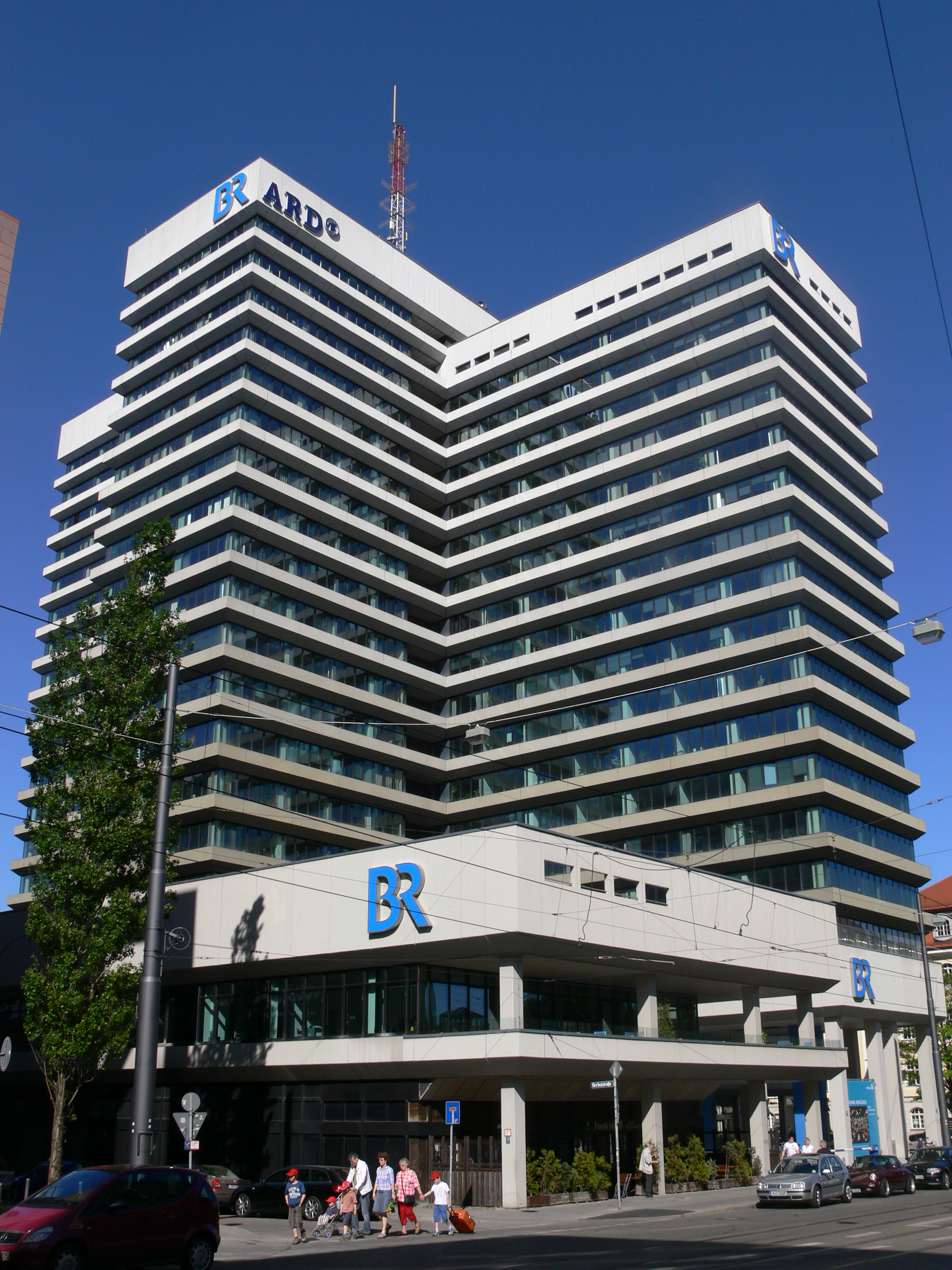
A BR székháza Münchenben, az Arnulfstrassen.

## Felépítése

### Rádió
Földi sugárzású, URH-n fogható programok:
- Bayern 1 – Popzenei rádió az 1980-as és 1990-es évek slágereivel
- Bayern 2 – Kulturális és hírműsorok
- Bayern 3 – Popzenei rádió a mai slágerekkel
- BR-Klassik – Klasszikus zenei rádió
- B5 aktuell – Hírműsorok

Digitális sugárzású, műholdas és digitális kábelen elérhető rádiók:
- Bayern plus – Slágerek
- Puls – Ifjúsági műsorok
- B5 plus – B5 aktuell kiegészítő adója
- BR Heimat – Népzenei műsorok
- BR Verkehr – Közlekedési hírek

### Televízió
- BR Fernsehen – Televíziós csatorna, amely napi 24 órában sugároz.

## Szervezeti felépítése

### Jogszabályi háttér
A BR működését a Bajor Médiatörvény (Bayerische Rudfunkgesetz) határozza meg. A törvény kimondja, hogy a BR, mint Bajorország közszolgálati médiuma köteles elkerülnie a magán érdekek érvényesítését, emellett a médiumnak joga van bizonyos mértékű szervezeti autonómiára. A médiumot három szervezet irányítja: az Intendáns, a médium Tanácsadó Testülete és az Igazgatótanács. Az Intendáns feladata a BR képviseletét ellátni ő a személyi felelős a BR műsorkínálatáért valamint az egész médiatársaság üzemszerű működéséért és felelős a médiatörvény betartatásáért a BR műsorai esetében.
A Tanácsadó Testület feladata, hogy az Intendánssal és az Igazgatótanáccsal együttműködjön. Ennek értelmében a testület az Intendánsnak ad tanácsot a műsorok elkészítését illetően.

### Reklámok, Szponzorok
A Bayerischer Rundfunk nem sugároz reklámokat, hanem szponzorokból és a Bajor Állam finanszírozásából működik. Ugyanakkor a médiatársaság a Bavaria Film produkciós cégtől 2002 és 2005 között mintegy 1,5 millió euró összegű bevételre tett szert burkolt reklámozás (Scheichwerbung) miatt, amit a Marienhof című sorozatban tett.

## Stúdiók

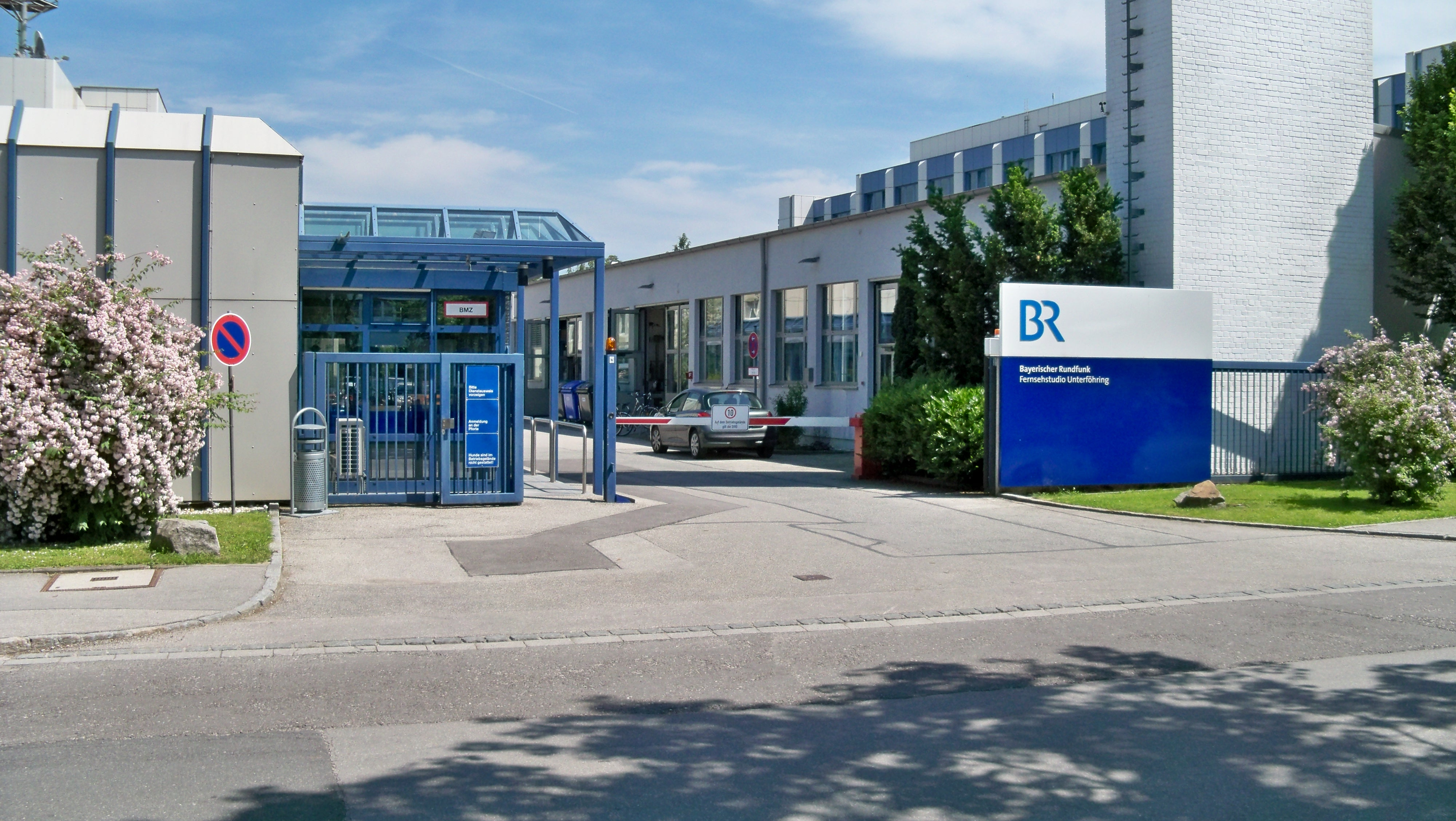
A Bajor Közmédia Unterföhringben található televíziós stúdiója

A BR rádiós műsorait a Münchenben található székházban készíti. A televíziós műsoroknak több stúdiója Bajorországban: Würzburgban a Regionalstudio Mainfranken, Regensburgban a Regionalstudio Ostbayern, Nürnbergben a Studio Franken és Münchentől északra Unterföhringben található a legnagyobb stúdió.

## Logók

### Jelenlegi logók

A jelenlegi logó 2007. október 8. óta

### Egykori logók

Logó 1968-1993
Logó 2003-2007 között a logó felső sarkában az ARD-jele.